# Pitta (alimento)
La pitta es un producto de panadería típico de la cocina calabresa. Pitta es generalmente una especialidad horneada (como una focaccia) preparada con la masa de pan que tradicionalmente acompaña al morzeddhu alla catanzarisi.
Históricamente, la pitta era un producto secundario del horno y se consideraba de menor valor que el pan. La pitta se utilizaba como verificación de la temperatura óptima del horno de leña para la elaboración del pan.
Está recogido como producto agroalimentario tradicional italiano.

## Etimología
El nombre deriva del griego "πιττα" (pitta); palabra aún existente en idioma grecocalabrés. También es interesante recordar que en Grecia y en Oriente Medio todavía existe un pan con un nombre similar, la pita.